# Radio Observatorio Algonquin

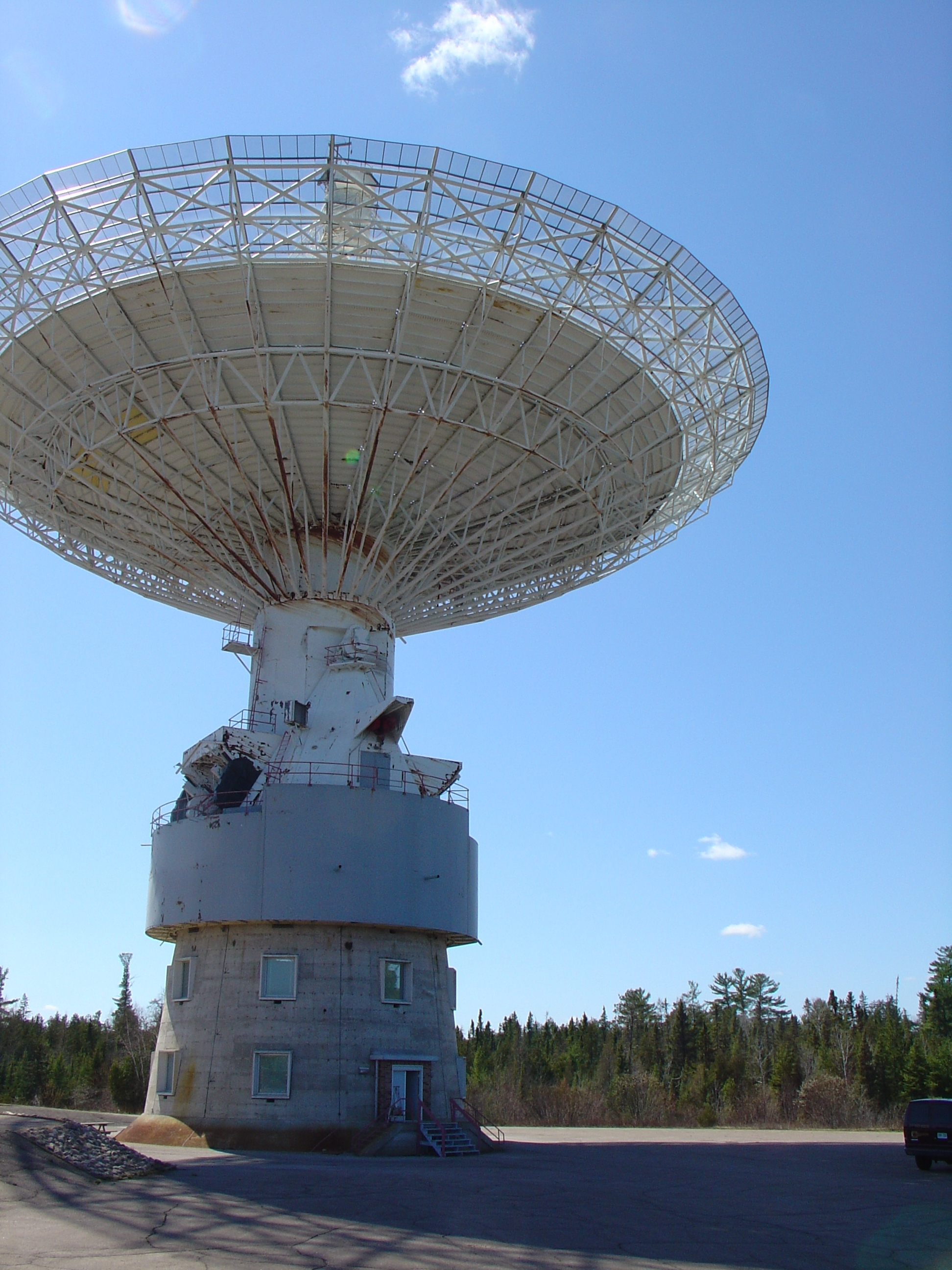
Radiotelescopio de 46 m de diámetro, en el Radio Observatorio Algonquin.

El Radio Observatorio Algonquin (ARO, por sus siglas en inglés), es un complejo para la investigación, situado dentro del Parque Algonquin en Ontario, Canadá. El instrumento principal del sitio es un radiotelescopio con antena parabólica de 46 m de diámetro. Este instrumento es históricamente famoso por participar en el primer experimento exitoso de Interferometria de Muy Larga Base (VLBI), en la década de 1960. En 1966 se añadió al complejo, un conjunto compuesto por 32 antenas parabólicas, cada una de 3 metros de diámetro. El objetivo era refinar las mediciones de la exploración de la superficie del Sol, cada mediodía, con una longitud de onda de 10,7 centímetros, superando así a otros radiotelescopios anteriores.
El sitio se utiliza actualmente para proporcionar información geodésica de alta precisión de localización en aplicaciones tales como la corrección de señales de GPS en tiempo real.

## Historia

### Observaciones solares
Antes de la construcción del ARO, Arthur Covington había estado ejecutando un programa de observación solar para el Consejo Nacional de Investigación de Canadá (NRC), en la Estación de Radio de Campo de Ottawa. La estación era ante todo un radar de investigaciones, y Covington con su trabajo interfería el comportamiento del radar debido a las emisiones del instrumento solar que él había construido a modo de proyecto personal. Como el valor de las observaciones se hizo evidente, el instrumento se trasladó a unas cinco millas (8 km) de distancia de Goth Hill, a una locación más silenciosa en lo concerniente al espectro radial. Pero como Ottawa creció, este sitio pronto comenzó a convertirse nuevamente en una zona ruidosa, y así, debido principalmente al aumento del tráfico aéreo de un aeropuerto cercano se propuso mejorar la calidad de las mediciones construyendo un telescopio solar situado lejos de las zonas urbanizadas y de fácil acceso desde Ottawa, lo que hizo del Parque Algonquin una elección bastante obvia a solo 200 km de distancia, y con carreteras de buena calidad que aseguran un viaje placentero.
La construcción de la nueva sede comenzó en 1959. El primer instrumento en el sitio fue un nuevo telescopio solar, similar al instrumento original de Covington de 1.2 m, pero un poco más amplio (1,8 m), lo que le permitió observar mejor el disco solar. Este instrumento funcionó en paralelo con el telescopio original de Goth Hill hasta 1962, cuando se hizo cargo de estas tareas por completo. Un segundo telescopio de 1.8 m, idéntico al de ARO, se instaló posteriormente en el Dominion Radio Astrophysical Observatory (DRAO) en Penticton, Columbia Británica, a modo de respaldo de seguridad (back up).
Otro instrumento solar, construido en el ARO, consiste en una serie de 32 colectores parabólicos, de 3 m de diámetro cada uno, formando una guía de onda de 215 m, que impactan en un dispositivo distinto al de Goth Hill. Usando técnicas de Array en Fases sobre este instrumento se obtienen porciones de imágenes del disco solar, en comparación con el instrumento de un solo plato que solo ven un punto sin resolver del sol. El nuevo instrumento fue puesto en marcha en 1966, añadiendo imágenes directamente de la señal de radio de las manchas solares y de los filamentos, a los estudios realizados por Covington.

### El instrumento principal
La construcción del telescopio principal de 46 m, comenzó en la primavera de 1964. La base de hormigón pesa 300 toneladas, y con el plato de acero y la base rotatoria de montaje pesa otras 900 toneladas. La montura ecuatorial en la base, de sólo cinco pies de alto, sostiene todo el edificio. El telescopio fue diseñado para operar a frecuencias más altas que los instrumentos existentes en su época, lo cual requirió que fuera construido con placas planas en lugar de una malla abierta, a fin de centrar con mayor precisión estas señales. La superficie del plato fue construido con una precisión de 2 mm, lo que le permitió centrarse con buena precisión en las longitudes de onda de 1,5 aproximadamente. El complejo fue finalizado a principios de 1966, y el telescopio comenzó a funcionar en mayo de 1966.

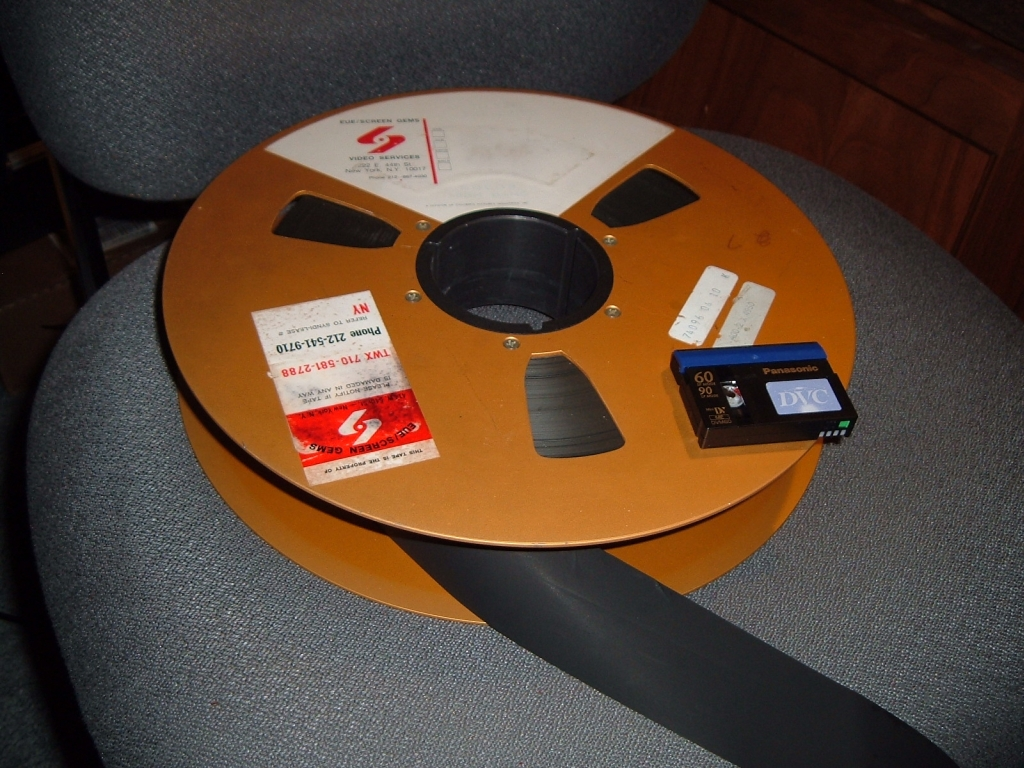
Cinta cuádruplex

Uno de los primeros proyectos realizados gracias al tamaño de este instrumento, fue la primera Interferometría de muy larga base (VLBI) exitosa. Esta técnica compara las señales de dos o más telescopios, usando las diferencias de fase entre las señales, para resolver las superficie de distintos objetos. En experimentos anteriores se hacía utilizando relés eléctricos con enlaces de microondas, para ampliar la distancia entre dos telescopios, y comparar así, en tiempo real ambas lecturas "en fase" intentando simular un solo instrumento de medición. Sin embargo, esta técnica limita la distancia entre los dos telescopios, a la distancia que la señal pueda viajar mientras que aún permanezcan en fase. El NRC inventó una nueva técnica que elimina la necesidad de comparar directamente las señales en tiempo real. Su técnica emplea la grabación de las señales en una cinta de vídeo Cuádruplex de 2 pulgadas, junto con una señal de un reloj atómico. La señal de este reloj permitió que las dos grabaciones luego sean comparadas con la misma precisión que anteriormente se requería con conexiones directas en tiempo real. El NRC financió la instalación de instrumentos idénticos en el ARO y un pequeño telescopio en DRAO. Combinando las señales de estos 2 radiotelescopios, se simula la señal de un solo telescopio de 3.074 km de diámetro.
Al enterarse de que los estadounidenses también estaban trabajando en un experimento similar al VLBI, la gente del ARO intentó ser los primeros en utilizar esta técnica. Su objetivo para el experimento fue el cuásar 3C 273. Las grabaciones se realizaron en la madrugada del 17 de abril de 1967. Las cintas en el DRAO y el reloj atómico fueron enviados al ARO para su comparación, y después de un mes de análisis de los datos alineados, el 21 de mayo, tuvieron éxito. Después de unos cuantos días de haber tomado la primera medida precisa de la magnitud del cuásar, demostraron que medía menos de 100 años luz de diámetro, de aproximadamente 1/1000 el tamaño de la Vía Láctea. Posteriormente otros experimentos revelaron el hecho de que 3C 273 es claramente una estrella clase "jet".
En 1968, el telescopio de 46 m fue utilizado en un experimento de geodesia para medir la distancia entre el ARO y el telescopio de seguimiento espacial en Prince Albert, Saskatchewan a 2143 km. Otros experimentos de vanguardia incluyeron un estudio de la Universidad de Queen sobre las estrella fulgurante, estudio que también fue utilizado por Alan Bridle y Paul Feldman en 1974 para la primera búsqueda SETI a llevarse a cabo en los 1,35 cm de longitud de onda, emitidas por moléculas de agua en el espacio.

### Sus últimos usos
La superficie original del telescopio de 46 m consiste en una combinación de mallas de aluminio y placas. Las mallas son "casi transparentes" a longitudes de onda inferiores al centímetro, y las placas de chapa no son lo suficientemente suaves como para concentrar longitudes de onda más cortas. Mientras que actualmente los radiotelescopios se dedican a explorar longitudes de onda más cortas, para poder representar distintos acontecimientos estelares, el ARO se volvió cada vez menos útil. Después de una planificación para resurgir el proyecto reformando la antena de forma que pueda operar a longitudes de onda tan pequeñas como de 3 mm, el NRC decidió cerrar el ARO en 1987 y comprar una participación del 25% en el nuevo Telescopio James Clerk Maxwell, que incluiría un radiotelescopio que podría operar de 3 a 2 mm.

### Colaboración con el proyecto SETI
En 1988, el NRC invitó a los operadores de "Hay River Radio Observatory" de los Territorios del Noroeste, y al "Instituto de Electromagnetismo Interestelar" (IEI), para reubicar sus esfuerzos en la "Búsqueda de Inteligencia Extraterrestre" (SETI) dentro de las instalaciones del ARO. Ya que debido a los sucesivos recortes presupuestarios por parte de la NRC, el ARO no había sido utilizado para la investigación durante algún tiempo, y estaban buscando proyectos de bajo costo que podrían ser capaces de hacer uso de los equipos. La IEI aprovechó la oportunidad, y llevó adelante un emprendimiento SETI conocido como Proyecto TARGET en el telescopio de 18 m hasta 1991, cuando una vez más, los recortes presupuestarios obligaron a la NRC cerrar el ARO para siempre.

### Medición de la actividad Solar
Las mediciones continuas de la actividad solar continua fue delegada al DRAO. Estas son muy utilizadas en todo el mundo para predecir problemas de comunicación debido a la actividad de las manchas solares. Cuando se instaló y se puso en funcionamiento el instrumento principal de supervicio del sol en el DRAO, el instrumental original de Ottawa se trasladó al DRAO como equipo de respaldo en caso de falla del sistema primario.
La Universidad de Toronto también tuvo su propio telescopio de 18 m en el ARO durante algunos años, después de haberlo movido desde el Observatorio David Dunlap, que resultó estar demasiado cercano al área cada vez mayor de Toronto. La Universidad de Toronto posee un observatorio solar más pequeños compuesto por una antena y 32 platos donados al Proyecto TARGET, y desde entonces han sido trasladados a un nuevo sitio, cerca de Shelburne, Ontario.
Posteriormente el telescopio principal del ARO fue operado por Recursos Naturales de Canadá y por el Laboratorio de Geodinámica del Espacio, CRESTech, que usó el telescopio en distintos proyectos de VLBI para medir los movimientos de las placas continentales y los distintos levantamientos geodésicos. Luego de tomar control de las operaciones del telescopio, realizaron varias mejoras a la antena principal de 46 m, lo que permite hacer seguimientos de alta velocidad, necesarias para realizar el control de satélites artificiales.
El telescopio fue utilizado para experimentos de VLBI, llevado a cabo por un consorcio en todo el mundo con el apoyo de la HALCA, para el chiqueo sus propios satélites, organizando una línea base de 30.000 km. El sistema está impulsado por el software S2 desarrollado por la Universidad de York.

### Estado actual
A partir de 2008, el complejo del Aro es operado por Thoth Technology Inc., que proporcionan datos geodésicos y servicio de Red del Espacio Profundo utilizando la antena de 46 metros. Por primera vez desde su construcción, el ARO está abierto a los visitantes. Thoth también proporciona acceso al sitio para actividades de la Universidad de York y genera espacios de trabajo para escuelas de ingeniería de campo y programas de investigación.

## Further reading
- To the Edge of the Universe (enlace roto disponible en Internet Archive; véase el historial, la primera versión y la última)., National Film Board of Canada, 1969 - un documental de 22 minutos sobre la construcción del ARO y su uso en los experimentos del VLBI.\